# Lac Teslin
Pour les articles homonymes, voir Teslin.
Le lac Teslin est un lac qui s'étend le long de la frontière entre la Colombie-Britannique et le Yukon, au Canada. Il est long de 120 km et large de 5 km. Il fait partie d'un groupe de lacs situés entre la partie nord-ouest de la Colombie-Britannique, et le Yukon, près de l'Alaska Panhandle, dont font partie aussi le lac Atlin et le lac Tagish, nommés les Southern Lakes, qui forment l'extrémité sud du bassin du fleuve Yukon.
Il est alimenté par plusieurs rivières, la Jennings River à l'est et la rivière Teslin.
Plusieurs réserves indiennes se trouvent sur les rives du lac, dont la communauté de Teslin, située à l'endroit où le lac borde la Route de l'Alaska.